# Katedra Najświętszej Maryi Panny i św. Tomasza w Northampton
Katedra w Northampton (ang. Cathedral of Our Lady & St Thomas, Northampton) – katedra rzymskokatolicka w Northampton. Główna świątynia diecezji Northampton. Mieści się przy Kingsthorpe Road.
Budowa świątyni rozpoczęła się w 1840, zakończyła w 1864, konsekrowana w 1864. Projektantem świątyni był Augustus Welby Northmore Pugin. Reprezentuje styl neogotycki. Posiada jedną wieżę.